# Changan UNI-T
El Changan UNI-T es un SUV crossover compacto producido por Changan Automobile. Se caracteriza por su diseño moderno y deportivo, con líneas elegantes y una parrilla frontal distintiva.

## Descripción general
Changan mostró por primera vez el UNI-T en el Salón del Automóvil de Shanghai en abril de 2017 con el vehículo conceptual Yuyue Concept.
El modelo de producción estaba previsto que se presentara en el Salón del Automóvil de Ginebra en marzo de 2020. Sin embargo, el programa fue cancelado el 28 de febrero de 2020 debido a la pandemia de COVID-19, lo que llevó a Changan a presentar UNI-T en Chinaa fines de marzo de 2020. El modelo llegó al mercado chino en junio de 2020.
El Changan UNI-T recibió una certificación de seguridad de cinco estrellas en el resultado de la prueba de choque de seguridad del C-NCAP nacional publicado por CATARC (Centro de Investigación y Tecnología Automotriz de China) el 15 de septiembre de 2021. En febrero de 2023, se rediseñó el modelo. En el verano de 2023 comenzaron las entregas de coches en Rusia. Los competidores de este modelo son Mazda CX-5, Kia Sportage, Hyundai Tucson y Volkswagen Tiguan. En cuanto a dimensiones, este modelo es similar al Changan CS55 Plus.

### Tren motriz
El UNI-T está propulsado por un motor de gasolina turboalimentado de 1.5 litros con 132 kW (177 HP; 179 CV) acoplado a una transmisión automática de doble embrague de 7 velocidades.
La velocidad máxima del coche está limitada a 205 km/h, pero este límite se puede eliminar mediante la reprogramación del chip.